# 亜大陸
亜大陸（あたいりく、英語: subcontinent）は、大陸の中で地理的に独立した広い一部分のことである。特に大きい半島をそう呼ぶこともある。
一般には大陸の他の部分とは山脈など何らかの地理的要因で区切られている。

## 概要

亜大陸の例：インド亜大陸

亜大陸の例：アラビア亜大陸

プレートテクトニクスでは、より大きな大陸と接している小さい大陸プレートを亜大陸と呼べる。これに当てはまるのはインド亜大陸とアラビア亜大陸だけである。どちらもユーラシアプレートと接し、地理的にはユーラシア大陸に含まれる。
南アジアは、半島であること、一つの文化圏であること、ヒマラヤ山脈で他と区切られていることから、地理的にもよく「インド亜大陸」と呼ばれる。単に亜大陸といった場合、インド亜大陸を指すことが多い。
ヨーロッパも亜大陸と呼ばれることがあるが、地学上はユーラシア大陸の半島に過ぎない。
オーストラリアは最小の大陸であるため、またグリーンランドは最大の島であるため、それぞれ亜大陸と呼ばれることがある。地学上はそれぞれ大陸と島である。オーストラリアはオーストラリアプレート上にあり、グリーンランドは北アメリカプレート上にある。
北アメリカ大陸と南アメリカ大陸を、アメリカ大陸を構成する二つの亜大陸と見なすことがある。同様にユーラシア大陸とアフリカ大陸を、アフロ・ユーラシア大陸の亜大陸とすることもある。しかしどちらについても、アメリカ大陸とアフリカ＝ユーラシア大陸を超大陸とみなすほうが適切である。